# Rafałówka (województwo podlaskie)
Rafałówka – wieś w Polsce położona w województwie podlaskim, w powiecie białostockim, w gminie Zabłudów.
| SIMC    | Nazwa    | Rodzaj  |
| ------- | -------- | ------- |
| 0044820 | Borowiki | kolonia |

W 1608 Krzysztof Radziwiłł nadał ją kalwińskiemu pastorowi z Zabłudowa. Wieś magnacka hrabstwa zabłudowskiego położona była w końcu XVIII wieku  w powiecie grodzieńskim województwa trockiego. W latach 1975–1998 miejscowość administracyjnie należała do województwa białostockiego.

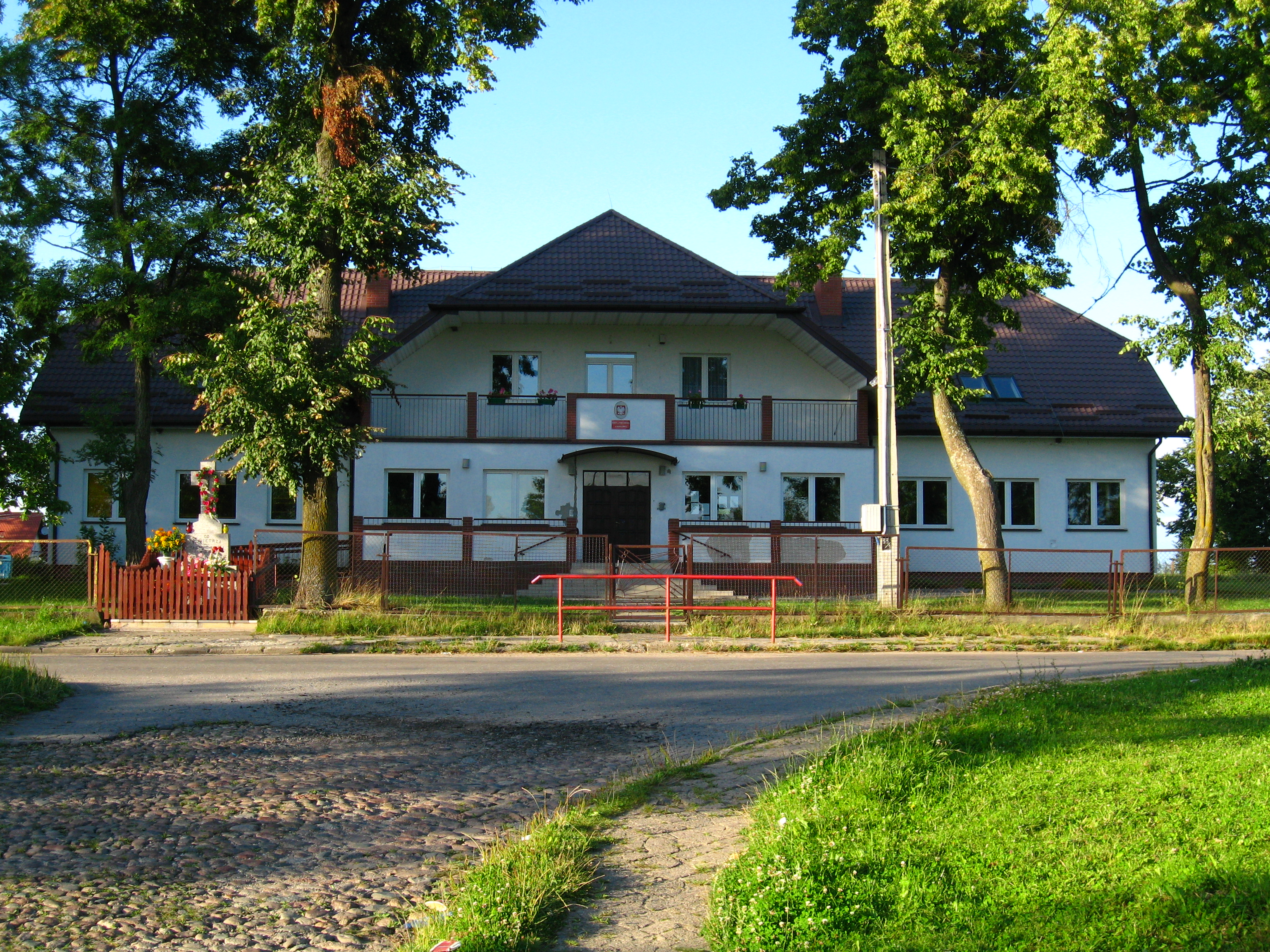
Odnowiona szkoła

W czerwcu 2003 roku spłonęła Szkoła Podstawowa w Rafałówce. Rok później szkołę odbudowano i oddano do użytku.
Prawosławni mieszkańcy wsi należą do parafii Zaśnięcia Najświętszej Marii Panny w Zabłudowie, a wierni kościoła rzymskokatolickiego do parafii św. Apostołów Piotra i Pawła w Zabłudowie.
Wieś w 2011 zamieszkiwało 483 osóby.